# Jean-Baptiste Vivien de Châteaubrun
Jean-Baptiste Vivien de Châteaubrun (Angoulême, 1686 – Angoulême, 16 febbraio 1775) è stato un drammaturgo francese, membro dell'Académie française.
Della sua opera rimane Les Troyennes (1734). Altre due opere da lui scritte, Antigone e Ajax, per la rifinitura delle quali lavoro impiegò 40 anni, furono distrutte da una cameriera. Il 22 marzo 1755 fu eletto all'Académie française, nella quale occupò il seggio numero 2

## Opere
- Mahomet second, tragédie (1714)
- Les Troyennes, tragédie (1751)
- Philoctète, tragédie (1755)
- Astyanax, tragédie (1756)